# Idoteidae incertae sedis festiva
Idoteidae incertae sedis festiva is een pissebed uit de familie Idoteidae. De wetenschappelijke naam van de soort is voor het eerst geldig gepubliceerd in 1885 door Charles Chilton als Idotea festiva.